# Sideroxylon salicifolium
Sideroxylon salicifolium là một loài thực vật có hoa trong họ Hồng xiêm. Loài này được (L.) Lam. miêu tả khoa học đầu tiên năm 1794.